# Tatu-canastra
O tatu-canastra (nome científico: Priodontes maximus), também conhecido popularmente como canastra e tatuaçu, é a maior espécie viva de tatu (embora seus parentes extintos, os gliptodontes, fossem muito maiores). Vive na América do Sul cisandina, estendendo-se até o norte da Argentina. Esta espécie é considerada vulnerável à extinção, sobretudo pela caça e perda de seu habitat. Chega a medir mais de um metro de comprimento. Os tatus-canastra têm o corpo coberto por poucos pelos e patas anteriores dotadas de garras enormes, que auxiliam na escavação de buracos. Se alimentam de cupins, formigas e ocasionalmente insetos, aranhas, minhocas, larvas, cobras e carniça.

## Etimologia
O nome popular "tatu" deriva do tupi ta'tu, em sentido definido. Foi registrado pela primeira vez em 1557 em alemão por Hans Staden como dattu e em francês por André Thevet como tatou. Depois, foi registrado como tatû em 1560, tatús em 1576, tactus em 1586 e finalmente tatu em 1592. "Tatuaçu", por sua vez, derivou de tatua'su, que significa "tatu grande". Foi registrado em 1587 como tatu-açu.

## Descrição
O tatu-canastra é a maior espécie viva de tatu, com 11 a 13 bandas articuladas protegendo o corpo e mais três ou quatro no pescoço. Seu corpo é marrom escuro, com uma faixa amarelada mais clara correndo ao longo dos lados e uma cabeça pálida, amarelo-esbranquiçada. Tem cerca de 80 a 100 dentes, mais do que qualquer outro mamífero terrestre. Os dentes são todos semelhantes na aparência, sendo pré-molares e molares reduzidos, crescem constantemente ao longo da vida e carecem de esmalte. Também possui garras dianteiras extremamente longas, incluindo uma terceira garra em forma de foice de até 22 centímetros (8,7 polegadas) de comprimento, que são proporcionalmente as maiores de qualquer mamífero vivo. A cauda é coberta por pequenas escamas arredondadas e não possui placas ósseas pesadas que cobrem a parte superior do corpo e o topo da cabeça. O animal é quase inteiramente desprovido de pelos, com apenas alguns de cor bege projetando-se entre as escamas.
Os tatus-canastra pesam normalmente cerca de 18,7-32,5 quilos (41-72 libras) quando totalmente crescidos, no entanto, um espécime de 54 quilos (119 libras) foi pesado na natureza e os espécimes em cativeiro pesaram até 80 quilos (180 libras). Apesar de não haver medidas padrão às diferentes taxas etárias, o comprimento típico da espécie é de 75–100 centímetros (30–39 polegadas), Com a cauda adicionando outros 50 centímetros (20 polegadas). á dimorfismo sexual significativo entre machos e fêmeas, um estudo encontrou média de 44,4 quilos e 155,9 centímetros aos machos e 28 quilos e 137,74 centímetros às fêmeas, com as medidas de comprimento contando as caudas.

## Distribuição e habitat
Os tatus-canastra são encontrados em grande parte do norte da América do Sul, a leste dos Andes, desde o noroeste da Venezuela e sul das Guianas (incluindo Guiana Francesa, Guiana e Suriname), até Colômbia, Equador, Peru, Bolívia, Paraguai e Argentina, alcançando as províncias de Salta, Formosa, Chaco e Santiago del Estero. A espécie ocorre também no Brasil, principalmente nas regiões Norte e Centro-Oeste. Houve registros no Rio Grande do Sul, mas estes foram sejam considerados enganosos, pois os três espécimes brasileiros do Museu Americano de História Natural (AMNH) não procedem desse estado.
No Brasil, a área de distribuição do tatu-canastra foi estimada em cerca de 6 185 351 quilômetros quadrados, com base nos registros de ocorrência disponíveis, sendo ajustada conforme os limites biogeográficos, como rios e relevo, e conforme indicado por especialistas. Ocorre nos biomas da Amazônia, Cerrado, Mata Atlântica e Pantanal, com a maioria dos registros concentrados na Amazônia, no Pantanal e no Cerrado. Há registros confirmados nos estados do Acre, Rondônia, Amazonas, Roraima, Pará, Amapá, Maranhão, Tocantins, Goiás, Distrito Federal, Mato Grosso, Mato Grosso do Sul, Minas Gerais, Espírito Santo e no oeste da Bahia. Em termos hidrográficos, está presente nas bacias do Araguaia, do Doce, da foz do Amazonas, do Gurupi, do Jequitinhonha, do litoral do Amapá, do Madeira, do Mearim, do Negro, do Paraguai 01, 02 e 03, do Paranaíba, do Paraná RH1, do Alto Parnaíba, do Paru, do Purus, do Solimões, do Alto e Médio São Francisco, do Tapajós, do Alto e Baixo Tocantins, do Trombetas e do Xingu.
A distribuição atual da espécie provavelmente é mais restrita do que sua área histórica de ocorrência. Originalmente, era encontrado em quase todo o território brasileiro, com exceção de alguns estados do Nordeste, como Ceará, Rio Grande do Norte, Paraíba, Pernambuco e Sergipe, onde não há registros confirmados. No sul do país, sua presença foi severamente reduzida, estando atualmente extinto no Paraná e restrito a poucas localidades no Sudeste. No estado de São Paulo, é considerado provavelmente extinto, e no Espírito Santo está em risco iminente de extinção. Na Mata Atlântica, sua ocorrência é rara. Registros recentes indicam sua presença apenas em grandes remanescentes florestais de Minas Gerais, como no Parque Estadual do Rio Doce, e do Espírito Santo, como na Reserva Natural da Vale. A escassez de registros, tanto históricos quanto atuais, sugere que nunca foi abundante na Mata Atlântica, embora ainda seja necessário investigar outros remanescentes que possam abrigar populações remanescentes. No Pantanal, o tatu-canastra é encontrado em regiões como a Nhecolândia, a bacia do Alto Paraguai, a bacia do Negro, o Pantanal norte e áreas mais montanhosas, como a Serra do Amolar, e no Pantanal do Paraguai.

### Habitat

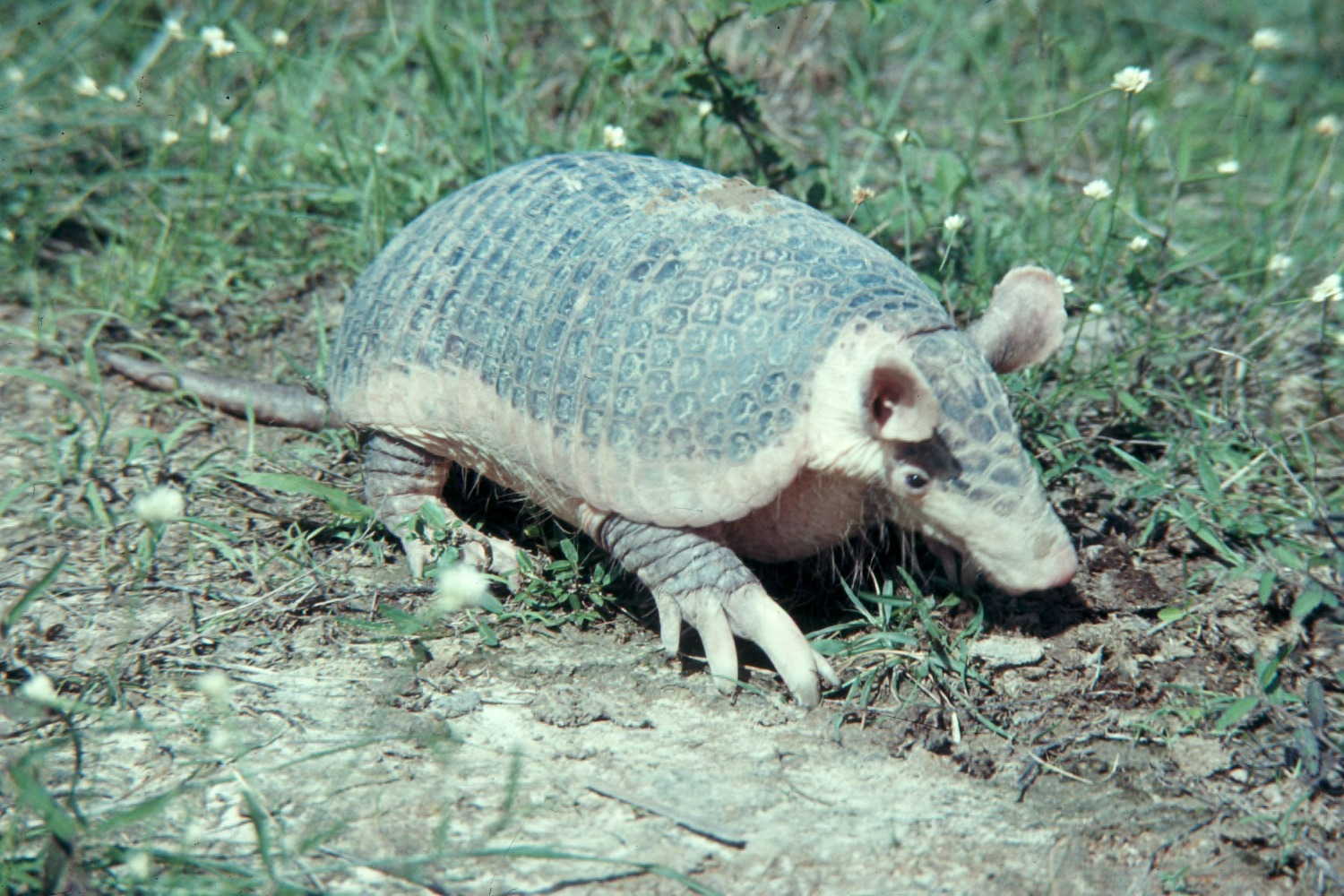
Indivíduo avistado andando na grama

O tatu-canastra habita uma variedade de ambientes, incluindo florestas tropicais e subtropicais, áreas de cerrado, regiões mais secas e planícies de inundação. No Brasil Central, a espécie demonstra preferência pelo Cerrado, utilizando formações como matas e campos úmidos em menor proporção, especialmente para alimentação. Em determinadas regiões, como no Mato Grosso, já foi registrada sua ocorrência em cerrado stricto sensu, estando ausente de matas ciliares e florestas dominadas por palmeiras. No Parque Nacional das Emas, os indivíduos mostram forte preferência por habitats abertos, como campos, cerrados abertos, pastagens e bordas de várzeas. Já no Pantanal da Nhecolândia, escava tocas e se alimenta tanto em florestas estacionais semideciduais quanto em fragmentos naturais de savana, conhecidos localmente como murundus. Nessa mesma região, adultos utilizam uma maior variedade de formações vegetais, enquanto subadultos tendem a restringir-se a áreas florestais para descanso e forrageamento. A espécie também ocorre em ambientes menos típicos, como florestas de tabocas no sul do Amazonas, e não depende exclusivamente de habitats primários.
No entorno de áreas protegidas, como o Parque Nacional das Emas, já foi observado o uso de paisagens alteradas, incluindo plantações e pastagens, seja para deslocamento ou como parte da área de vida. No entanto, evidências como escavações e fezes são raramente encontradas a mais de 100 metros de vegetação nativa. No Pantanal, áreas de pasto e campo aberto são utilizadas principalmente por indivíduos maiores, servindo como rotas de passagem, mas não como fontes de recursos. A espécie é capaz de atravessar áreas alagadas durante a estação cheia, o que demonstra sua habilidade para nadar e tolerância a ambientes sazonalmente inundáveis. Apesar dessa adaptação, queimadas representam uma ameaça relevante. Há registros de indivíduos mortos em decorrência do fogo, incluindo casos em que a perda total da área de vida por incêndios levou à deterioração física e morte de animais monitorados. Ainda assim, há observações que indicam que o tatu-canastra pode forragear em áreas queimadas com frequência semelhante às não queimadas, o que sugere que o fogo pode não afetar diretamente a disponibilidade de presas. No entanto, são necessários estudos adicionais para uma avaliação mais precisa dos impactos do fogo sobre o uso do habitat pela espécie.

## Ecologia

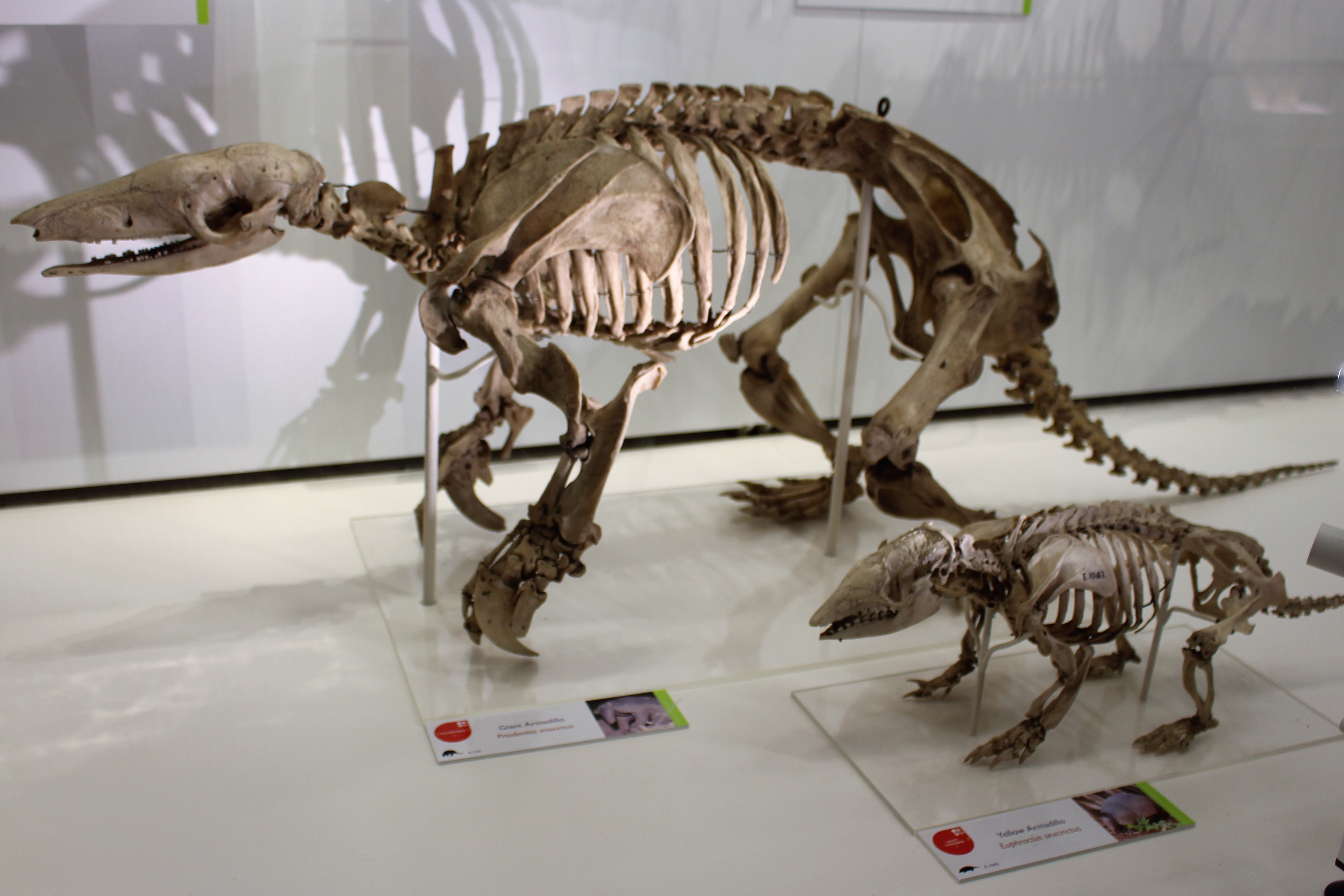
Ossos de tatu-canastra e de tatupeba no Museu de Zoologia da Universidade de Cambridge, no Reino Unido

O tatu-canastra geralmente prefere se deslocar por áreas de vegetação densa. No entanto, registros de monitoramento por radiotelemetria indicam que a espécie é capaz de atravessar áreas abertas: dois indivíduos foram observados cruzando uma vazante com mais de 1 km de extensão, sendo que um deles realizou a travessia diversas vezes durante a estação de cheia. Esses dados demonstram que o tatu-canastra é capaz de nadar e que inundações não constituem uma barreira física significativa para seus deslocamentos ou para o uso de sua área de vida. Estimativas da área de vida variam conforme a região: no Cerrado brasileiro, registros indicam áreas mínimas de 726,5 hectares no Parque Nacional da Serra da Canastra e cerca de mil hectares no Parque Nacional das Emas. No Chaco boliviano, a área de vida estimada foi de 1 500 hectares, enquanto no Pantanal brasileiro (Pantanal da Nhecolândia) a área de vida calculada para indivíduos monitorados por telemetria foi de aproximadamente 2 518 hectares. O deslocamento diário mediano dos adultos nessa área foi de cerca de 1 651 metros, sendo que a área de vida tende a aumentar em função do deslocamento diário, que por sua vez está relacionado à massa corporal do animal. A densidade mínima observada nessa localidade foi de aproximadamente 7,65 indivíduos por 100 quilômetros quadrados. A sobreposição da área de vida entre pares é baixa (4%), com fêmeas adultas apresentando áreas exclusivas, evidenciando comportamento territorial e hábito solitário da espécie. A maior parte da sobreposição ocorre devido à passagem de machos adultos por áreas ocupadas por fêmeas em baixa densidade. O percurso diário pode ultrapassar três quilômetros, com registros de machos percorrendo mais de 7 quilômetros em uma única noite, incluindo travessias por campos abertos.
O estilo de vida subterrâneo e crepuscular da espécie dificulta seu estudo tanto na natureza quanto em cativeiro, de modo que ainda se sabe pouco sobre sua ecologia natural e comportamento. Um estudo de longo prazo iniciado em 2003 na Amazônia peruana revelou que dezenas de outras espécies de mamíferos, répteis e aves utilizam as tocas do tatu-canastra no mesmo dia, incluindo o raro cachorro-do-mato-de-orelhas-curtas (Atelocynus microtis). Essas tocas funcionam como um microbioma temporário, apresentando maior cobertura de matéria orgânica no solo, umidade elevada e menor variação térmica em comparação com o ambiente externo, além de influenciarem na dinâmica de patógenos entre os animais que as compartilham. Por essas razões, o tatu-canastra é considerado um engenheiro de habitat, cuja extinção local pode desencadear efeitos em cascata na comunidade de mamíferos ao empobrecer o habitat fossorial. Além disso, a espécie já foi considerada importante no controle de populações de cortadores de folhas, que podem comprometer plantações, embora o próprio tatu-canastra também possa causar danos ao cavar o solo.

### Noturnidade

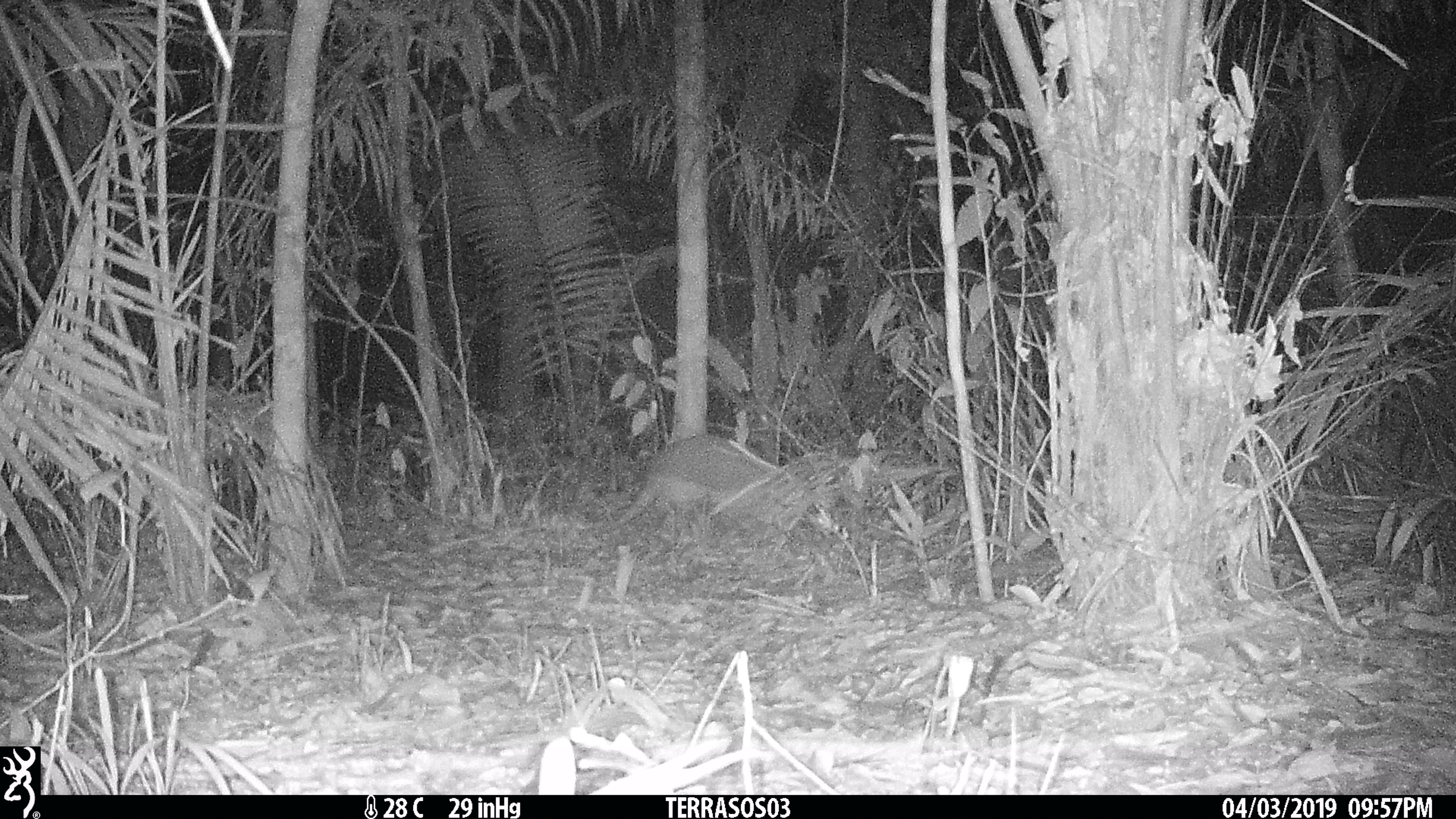
Indivíduo avistado em câmera noturna

Os tatus-canastra são solitários e noturnos. Passa o dia em suas tocas e se encontram com outros indivíduos apenas na época do acasalamento. Também se enterram para escapar de predadores, sendo incapazes de rolar completamente numa bola protetora. Registros com armadilhas fotográficas indicam picos de atividade entre 2h e 4h da madrugada, com exceções raras de indivíduos ativos durante o dia, como observações de um animal caminhando às 10h15 e outro escavando uma toca ao meio-dia. Na Mata Atlântica, essa espécie foi registrada entre 22h e 5h30, sempre em horários noturnos. No Pantanal da Nhecolândia, os indivíduos permanecem ativos em média por 4,5 a 6 horas por noite, saindo de suas tocas após o anoitecer e retornando entre meia-noite e 4h. A espécie é considerada fossorial, passando cerca de 75 a 80% do tempo embaixo da terra. Acima do solo, sua atividade é noturna, com duração média entre 4,5 e 6 horas, podendo chegar a até 10 horas. Embora geralmente permaneçam em suas tocas por menos de vinte horas, alguns indivíduos podem ficar abrigados por períodos mais longos, especialmente durante o inverno. Há registro de uma fêmea que permaneceu dentro da toca por 17 dias consecutivos.

### Alimentação

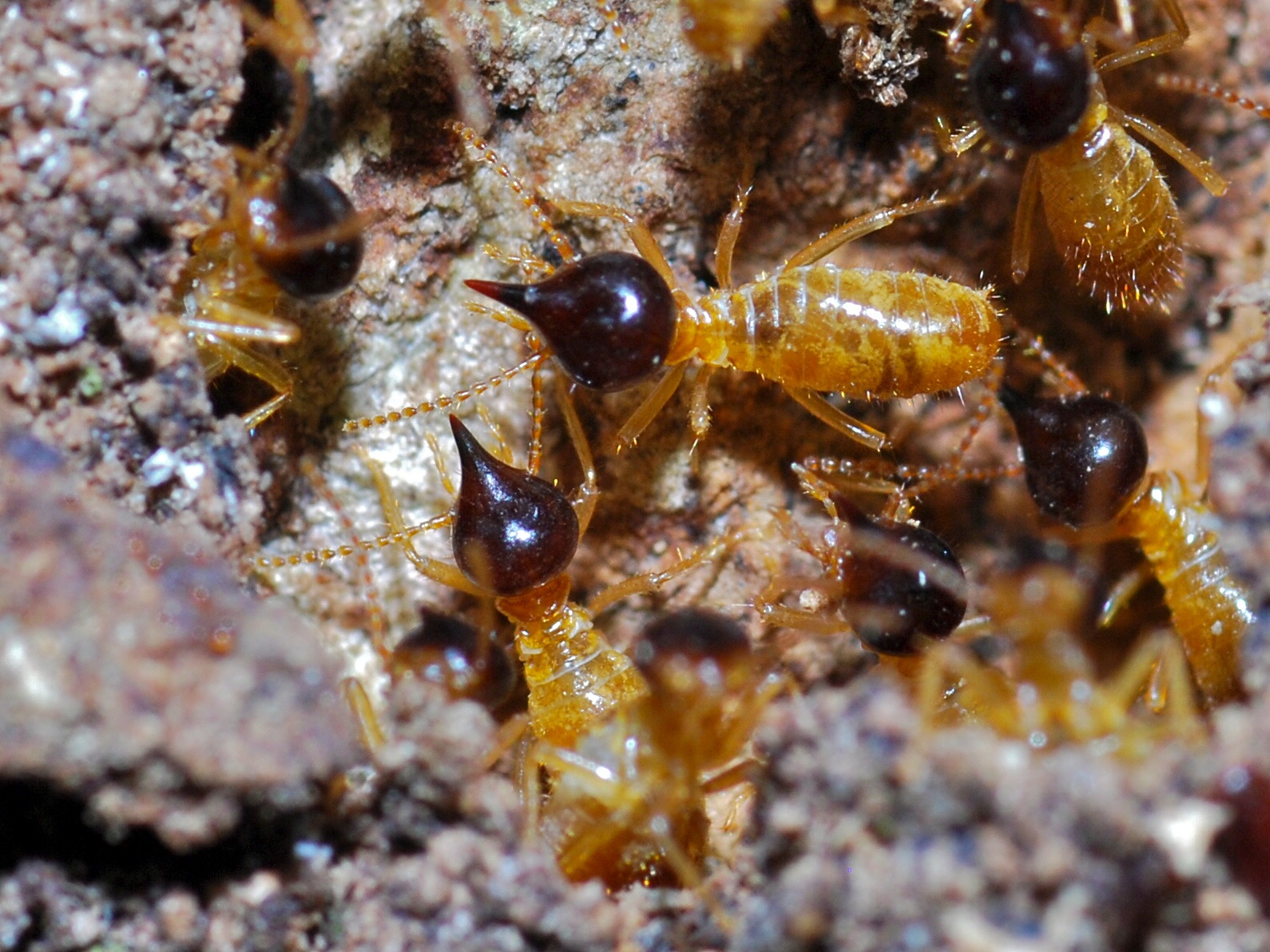
Indivíduos do gênero Nasutitermes

O tatu-canastra é provavelmente o maior mirmecófago entre os tatus, alimentando-se quase exclusivamente de formigas e cupins. Em geral, esse tatu destrói cupinzeiros durante a alimentação, deixando-os espalhados e rebaixados até o nível do solo - um sinal característico de sua presença em determinada área. No entanto, em algumas regiões, como no Pantanal da Nhecolândia, esse comportamento não foi sempre confirmado, sendo comum a permanência da atividade nos cupinzeiros após a predação. Na maioria das vezes, cerca de três semanas são suficientes para que os cupinzeiros utilizados para alimentação comecem a se recompor. Análises de fezes coletadas no Pantanal revelaram que sua dieta inclui principalmente cupins dos gêneros Nasutitermes, Cornitermes e Procornitermes, além de formigas do gênero Camponotus. Em menor escala, podem ser consumidos também material vegetal, insetos, aranhas, minhocas, larvas e até mesmo ovos de répteis. Embora nunca tenha sido observado consumindo cobras ou carniça, há registros do consumo de larvas de abelhas, o que pode causar conflitos com apicultores. Itens alimentares incomuns já foram registrados, como sementes de figueiras e frutos de canjiqueira. Esses achados indicam que, embora a dieta do tatu-canastra seja altamente especializada em insetos sociais, ela pode incluir ocasionalmente outros alimentos disponíveis no ambiente.

### Tocas

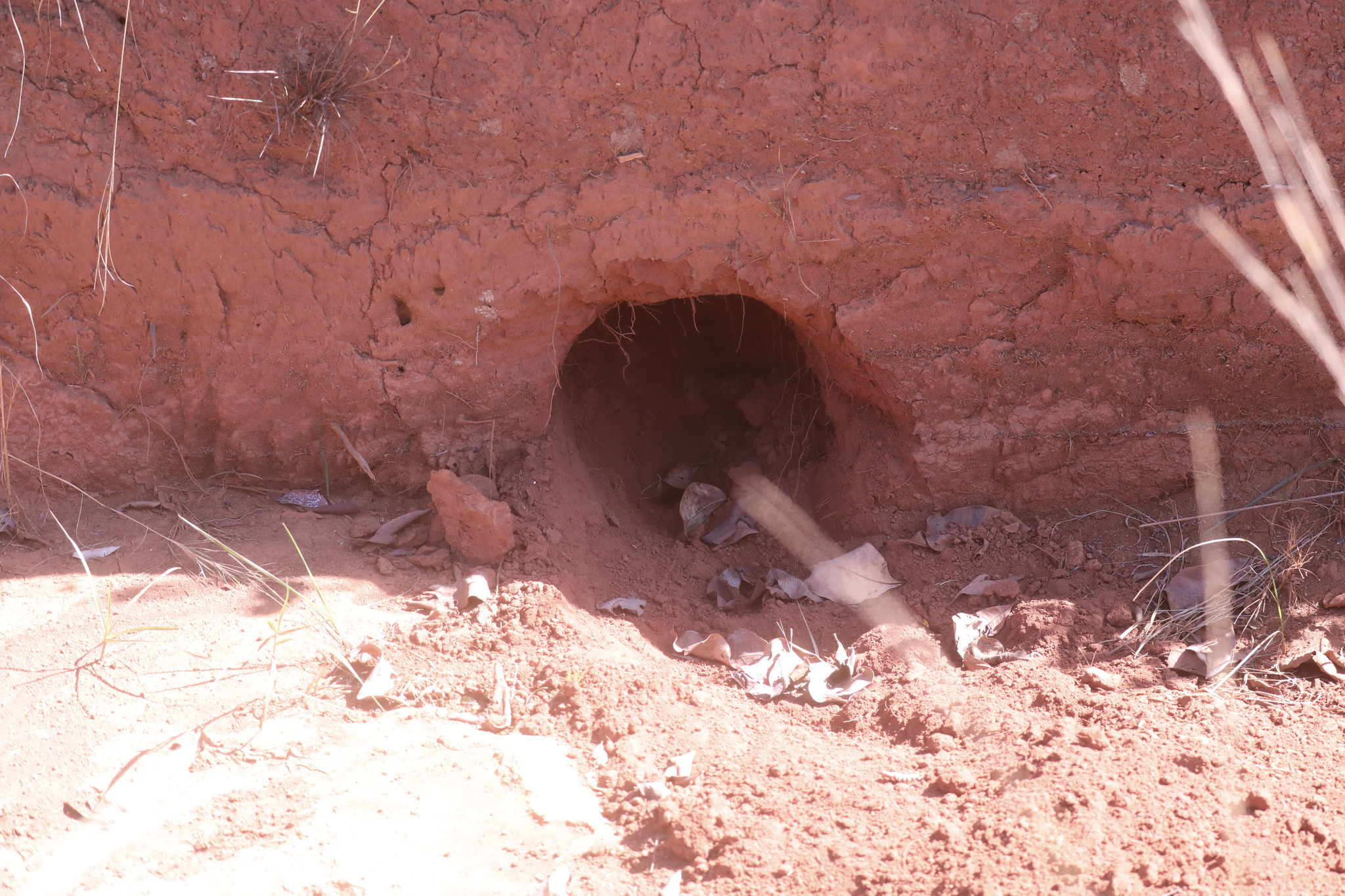
Toca de tatu-canasta avistada no Parque Nacional das Emas, em Goiás

As tocas do tatu-canastra são incomumente grandes em comparação às de outros tatus, com entradas geralmente voltadas para o oeste e medindo, em média, 43 centímetros de largura. Apresentam formato semicircular, com dimensões médias de aproximadamente 41 centímetros de largura por 31 centímetros de altura, podendo atingir até 51 centímetros por 42 centímetros. No Cerrado, já foram registradas tocas com cerca de 45 centímetros de diâmetro. Essas estruturas costumam ser escavadas em cupinzeiros ativos ou mortos. No Pantanal, são frequentemente localizadas em campos de murundus ou nas bordas do cerradão, nunca em áreas de campo aberto. No cerradão, podem estar sob raízes de árvores; nos murundus, geralmente situam-se a três a sete metros de cupinzeiros, com o túnel cavado na direção deles, de modo que a extremidade da toca fique sob o cupinzeiro.
Três tipos principais de escavações são identificados: buracos de comida, buracos de descanso e tocas principais. As tocas principais podem ultrapassar quatro metros de profundidade e ser utilizadas por longos períodos, chegando a até um ano. Os buracos de descanso, normalmente escavados por machos durante deslocamentos, são mais rasos, com menos de dois metros de profundidade, enquanto os buracos de comida são feitos durante a alimentação. Embora alguns relatos indiquem que o tatu-canastra não reutiliza suas tocas, há registros de indivíduos que retornaram à mesma toca por vários dias ou reutilizaram estruturas antigas - embora o retorno a tocas de descanso seja raro. Tanto machos quanto fêmeas cavam novas tocas com frequência, mas os machos o fazem com mais regularidade. A espécie ocupa territórios de aproximadamente 10 quilômetros quadrados, que normalmente não se sobrepõem, e seus movimentos dentro dessas áreas são aparentemente erráticos.

### Ciclo de vida
A organização espacial e o dimorfismo sexual observados na população do Pantanal sugerem que o tatu-canastra apresenta um sistema de acasalamento promíscuo ou poligâmico. Os machos costumam ter áreas de vida maiores e sobrepostas às de diversas fêmeas, indicando múltiplos parceiros reprodutivos. As fêmeas possuem duas tetas e um período de gestação de cerca de cinco meses, com evidências indicando um intervalo reprodutivo de até três anos entre nascimentos. Cada gestação geralmente resulta em apenas um filhote, com peso aproximado de 113 gramas ao nascer. Durante os primeiros seis a oito meses, os filhotes dependem exclusivamente do leite materno e, embora o desmame ocorra por volta dos 11 a 12 meses, permanecem utilizando as tocas da mãe até cerca de 18 meses de idade. Há observações de mães que selam periodicamente a entrada das tocas que abrigam filhotes mais jovens, possivelmente como forma de proteção contra predadores. A maturação sexual do tatu-canastra ocorre de forma tardia, estimando-se entre 6,5 e oito anos aos machos, com idade semelhante às fêmeas. Uma fêmea monitorada no Pantanal, por exemplo, só se reproduziu entre os sete e oito anos de idade. A longevidade da espécie na natureza é estimada em pelo menos 20 anos, embora haja registros de um indivíduo que viveu 16 anos em cativeiro, reforçando a hipótese de uma maturidade sexual mais tardia. Não há evidências de sazonalidade reprodutiva, o que indica que a espécie pode se reproduzir ao longo de todo o ano.

## Conservação

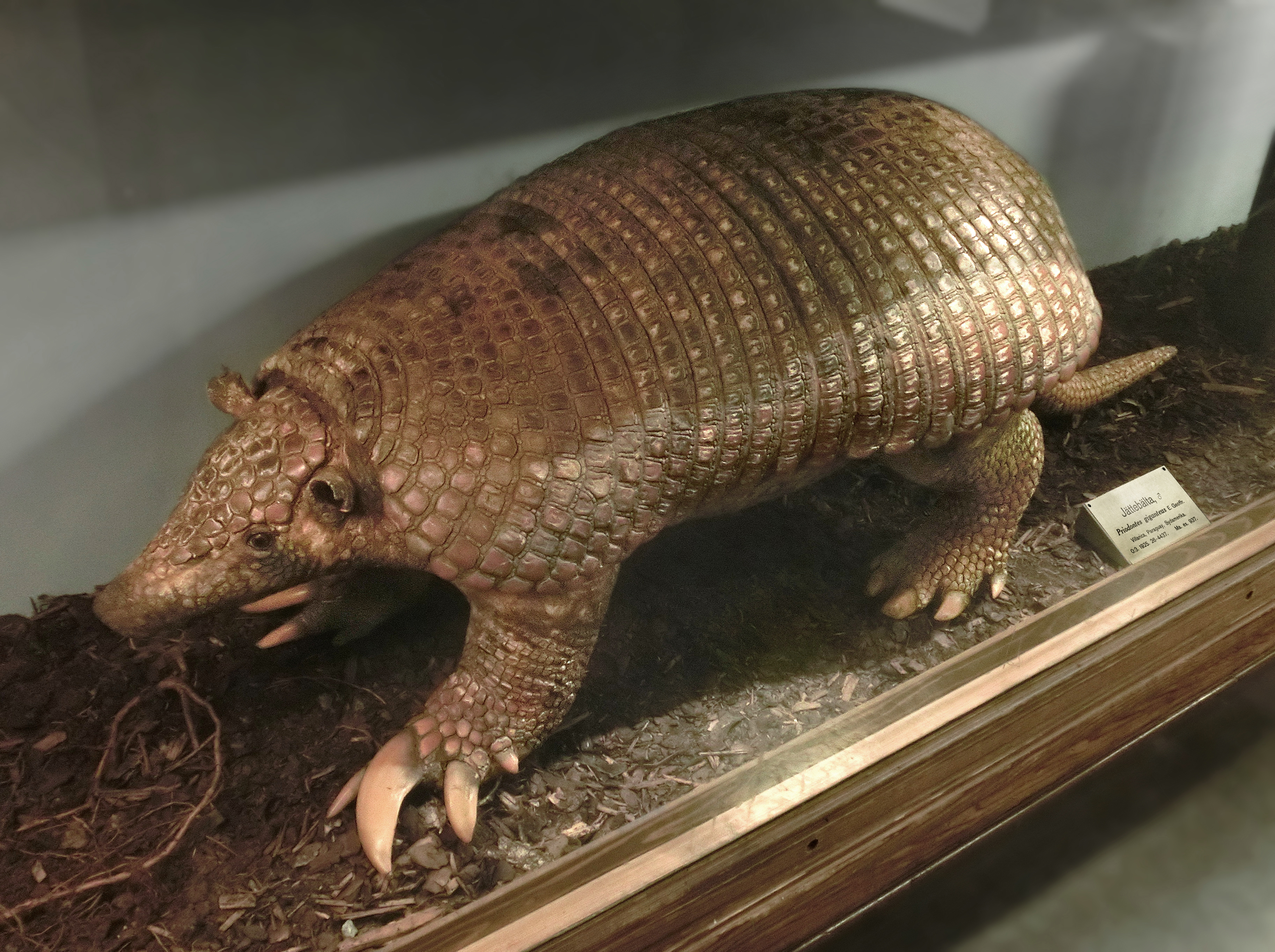
Exemplar taxidermizado no Museu de História Natural de Gotemburgo, na Suécia

As principais ameaças à espécie incluem a perda de habitat, a expansão das áreas agrícolas e rodovias, o isolamento dos remanescentes naturais, incêndios, caça, conflitos com apicultores e exposição a agrotóxicos. O tatu-canastra é naturalmente raro, apresentando baixas densidades populacionais, crescimento lento, baixo potencial reprodutivo, longo cuidado parental, intervalos prolongados entre as gestações e normalmente apenas uma cria por ano. Por isso, a perda de um único indivíduo pode causar impactos significativos, levando rapidamente à extinção local da espécie. Na Mata Atlântica, o tatu-canastra está funcionalmente extinto em algumas reservas, principalmente devido à caça, e apenas uma população potencialmente viável foi identificada. A perda contínua de habitat impacta diretamente a sobrevivência das populações remanescentes, que ficam ainda mais vulneráveis a outras ameaças. Considerando os biomas onde a espécie ocorre, cerca de 62% do habitat original permanece dentro da sua extensão de ocorrência, mas houve uma perda estimada de aproximadamente 14% nos últimos 33 anos - o equivalente a três gerações da espécie. Levando em conta seus altos requerimentos de habitat, a reprodução lenta e o impacto da perda de indivíduos, estima-se que o declínio populacional causado pela perda de habitat seja ainda maior, possivelmente alcançando ao menos 20% nas últimas três gerações. Estimativas atuais indicam que a espécie pode ter sofrido um declínio preocupante de 30% a 50% nas últimas três décadas, e, sem intervenções, essa tendência provavelmente continuará.
A redução dos habitats naturais aumenta o contato da espécie com áreas antrópicas e humanos, expondo-a a múltiplas ameaças que comprometem sua sobrevivência. A caça é uma das maiores ameaças em toda a distribuição geográfica, pois a carne do tatu-canastra é apreciada como alimento e representa uma importante fonte proteica para alguns povos indígenas. Além disso, tatus-canastra vivos são frequentemente capturados para o comércio ilegal, morrendo durante transporte ou em cativeiro. Em certas regiões, fazendeiros matam os indivíduos por superstição, e apicultores os eliminam para proteger suas abelhas. Incêndios florestais impactam a espécie, especialmente quando aumentam em frequência e intensidade, sobretudo em áreas fragmentadas, e casos de morte por queimadas foram registrados, embora a baixa taxa metabólica dos indivíduos dificulte a associação direta das mortes com esses eventos. Atropelamentos em rodovias são outra ameaça relevante, com registros em diferentes biomas, embora a mortalidade real seja subestimada devido à remoção de carcaças por moradores locais. A falta de conectividade entre habitats é severa no Cerrado e Mata Atlântica, onde os fragmentos são isolados e insuficientes para manter populações viáveis, já que adultos necessitam de áreas de uso quase exclusivas de aproximadamente 25 quilômetros quadrados.

### Classificação

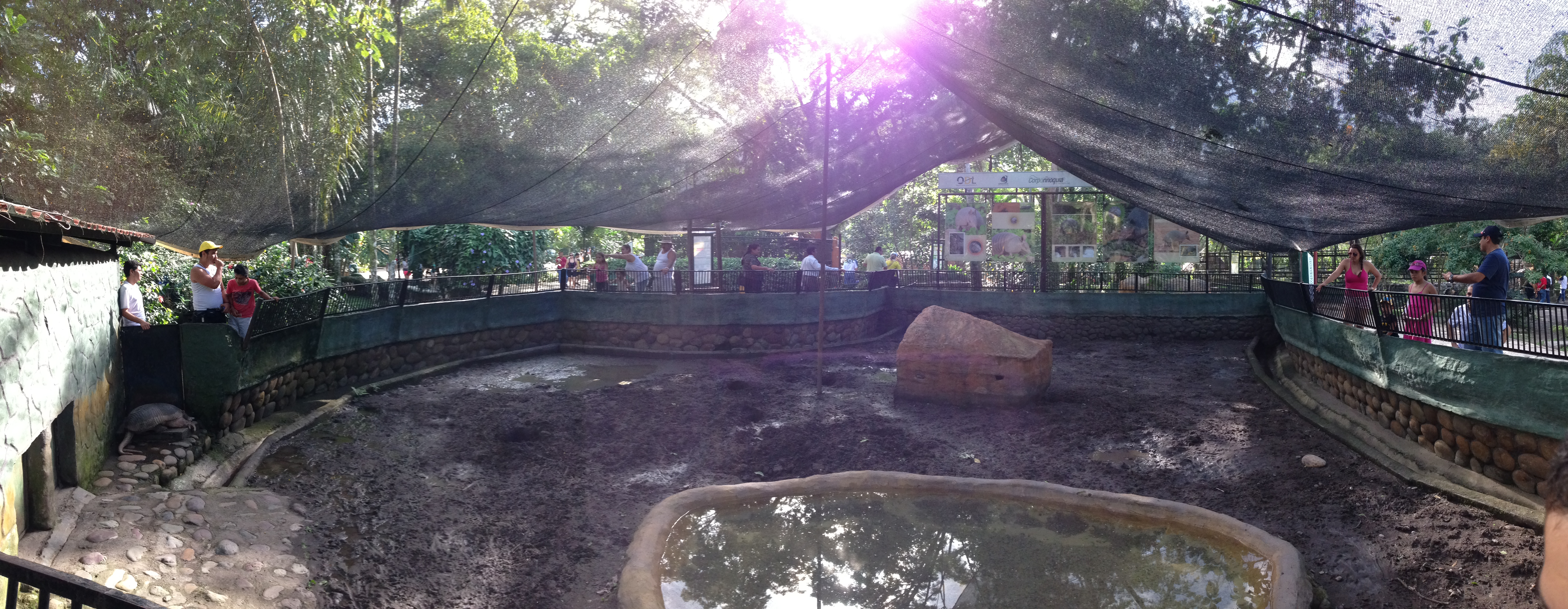
Recinto do tatu-canastra no Bioparque Los Ocarros de Villavicencio, Colômbia

No Brasil, em 2005, o tatu-canastra foi listado como criticamente em perigo na Lista de Espécies da Fauna Ameaçadas do Espírito Santo; em 2007, como vulnerável na Lista de espécies de flora e fauna ameaçadas de extinção do Estado do Pará; em 2010, como em perigo na Lista de Espécies Ameaçadas de Extinção da Fauna do Estado de Minas Gerais; em 2014, como em perigo no Livro Vermelho da Fauna Ameaçada de Extinção no Estado de São Paulo, onde já está localmente extinto em muitas áreas onde há registros da espécie, e como vulnerável na Portaria MMA N.º 444 de 17 de dezembro de 2014; em 2017, como em perigo na Lista Oficial das Espécies da Fauna Ameaçadas de Extinção do Estado da Bahia; em 2018, como vulnerável no Livro Vermelho da Fauna Brasileira Ameaçada de Extinção do Instituto Chico Mendes de Conservação da Biodiversidade (ICMBio); e em 2022, como regionalmente extinto (RE) na Lista Vermelha de Espécies Ameaçadas da Fauna do Ceará.
O tatu-canastra foi classificado como vulnerável na Lista Vermelha da União Internacional para Conservação da Natureza (UICN / IUCN) em 2002, e está listado no Apêndice I (ameaçado de extinção) da Convenção sobre o Comércio Internacional das Espécies da Fauna e da Flora Silvestres Ameaçadas de Extinção. É protegido por lei na Colômbia, Guiana, Brasil, Argentina, Paraguai, Suriname e Peru, e o comércio internacional é proibido por sua listagem no Apêndice I da Convenção sobre o Comércio Internacional de Espécies Ameaçadas de Extinção (CITES). Instituições privadas como Instituto de Conservação de Animais Silvestres (ICAS) também fazem parte do esforço à conservação da espécie.

### Áreas de conservação
Ao longo de sua extensão, ocorre em várias áreas de conservação, como o Parque Nacional El Impenetrable na Argentina e a Reserva Natural do Suriname Central, um enorme sítio de 1,6 milhão de hectares de floresta tropical intocada administrado pela Conservation International. No Brasil, em especial, ocorre nas seguintes unidades:
Área de Proteção Ambiental (APA)
- Planalto Central
- Bacia dos Ribeirões do Gama e Cabeça de Veado
- Lago Paranoá
- Baixo Rio Branco
- Cochá e Gibão
- Chapada dos Guimarães
- Lago de Tucuruí
- Rio Preto
- Ilha do Bananal/Cantão
- Jalapão
- Pouso Alto
- Encantado

Estação Ecológica (ESEC)
- Terra do Meio
- Maracá
- Uruçuí-Una
- Jari
- Rio Acre
- Águas Emendadas
- Serra das Araras
- Serra Geral do Tocantins

Floresta Nacional (Flona)
- Altamira
- Amapá
- Carajás
- Caxiuanã
- Crepori
- Tapajós
- Jamari
- Purus

Parque Nacional (PARNA)
- Amazônia
- Campos Amazônicos
- Chapada dos Guimarães
- Chapada dos Veadeiros
- Das Emas
- Serra da Canastra
- Das Sempre-Vivas
- Brasília
- Cabo Orange
- Jamanxim
- Pantanal Mato-Grossense
- Viruá
- Grande Sertão Veredas
- Jaú
- Mapinguari
- Montanhas do Tumucumaque
- Nascentes do Lago Jari
- Nascentes do Rio Parnaíba
- Pacaás Novos
- Pico da Neblina
- Serra do Divisor
- Serra do Pardo
- Serra das Confusões

Reserva Biológica (Rebio)
- Sooretama
- Gurupi
- Nascentes da Serra do Cachimbo
- Rio Trombetas
- Uatumã

Reserva Extrativista (Resex)
- Alto Tarauacá
- Arapixi
- Baixo Rio Branco Jauaperi
- Cazumbá-Iracema
- Riozinho da Liberdade
- Tapajós-Arapiuns

Parque Estadual (PE)
- Chandless
- Mata Atlântica
- Matupiri
- Rio Doce
- Rio Preto
- Serra Azul
- Serra Santa Bárbara
- Nascentes do Rio Taquari
- Serra de Caldas Novas
- Cantão
- Araguaia
- Cristalino
- Veredas do Peruaçu

Reserva de Desenvolvimento Sustentável (RDS)
- Amanã
- Igapó-Açu

Reserva Particular do Patrimônio Natural (RPPN)
- Estância Ecológica Sesc - Pantanal
- Fazendinha
- Reserva Boca da Mata
- Santuário Ecológico Sonhem
- Galheiros Camicua
- Galheiros
- Fazenda Rio Negro

Parque Municipal
- Mario Viana ou do Bacaba
- Araguaia

Reservas Indígenas e Terras Indígenas
- PIN Aukre
- PIN Kô Kraimôrô
- Jaminauá/Envira
- Kampa do Rio Envira
- Xavantes do Rio das Mortes - Vila de Etenhiritipá
- Parabubure

O tatu-canastra foi extinto na Reserva Biológica de Córrego do Veado, localizada no município de Pinheiros, no Espírito Santo, e no Parque Estadual do Mirador, no Maranhão, onde não há registros da espécie após 1985. Em 1995, uma toca foi fotografada na Floresta Estadual do Rio Preto, no município de Pedro Canário, no Espírito Santo, e pegadas também foram confirmadas por funcionários dessa unidade de conservação. Contudo, não há informações recentes sobre a presença atual da espécie nessa área.